# Bundesstraße 17
Pour les articles homonymes, voir B17 et Route 17.
La Bundesstraße 17 (abrégé en B 17) est une Bundesstraße reliant Gersthofen à la frontière autrichienne, près de Füssen.

## Localités traversées
- Gersthofen
- Augsbourg
- Landsberg am Lech
- Schongau
- Peiting
- Steingaden
- Schwangau
- Füssen